# إشعاع الأجهزة اللاسلكية والصحة

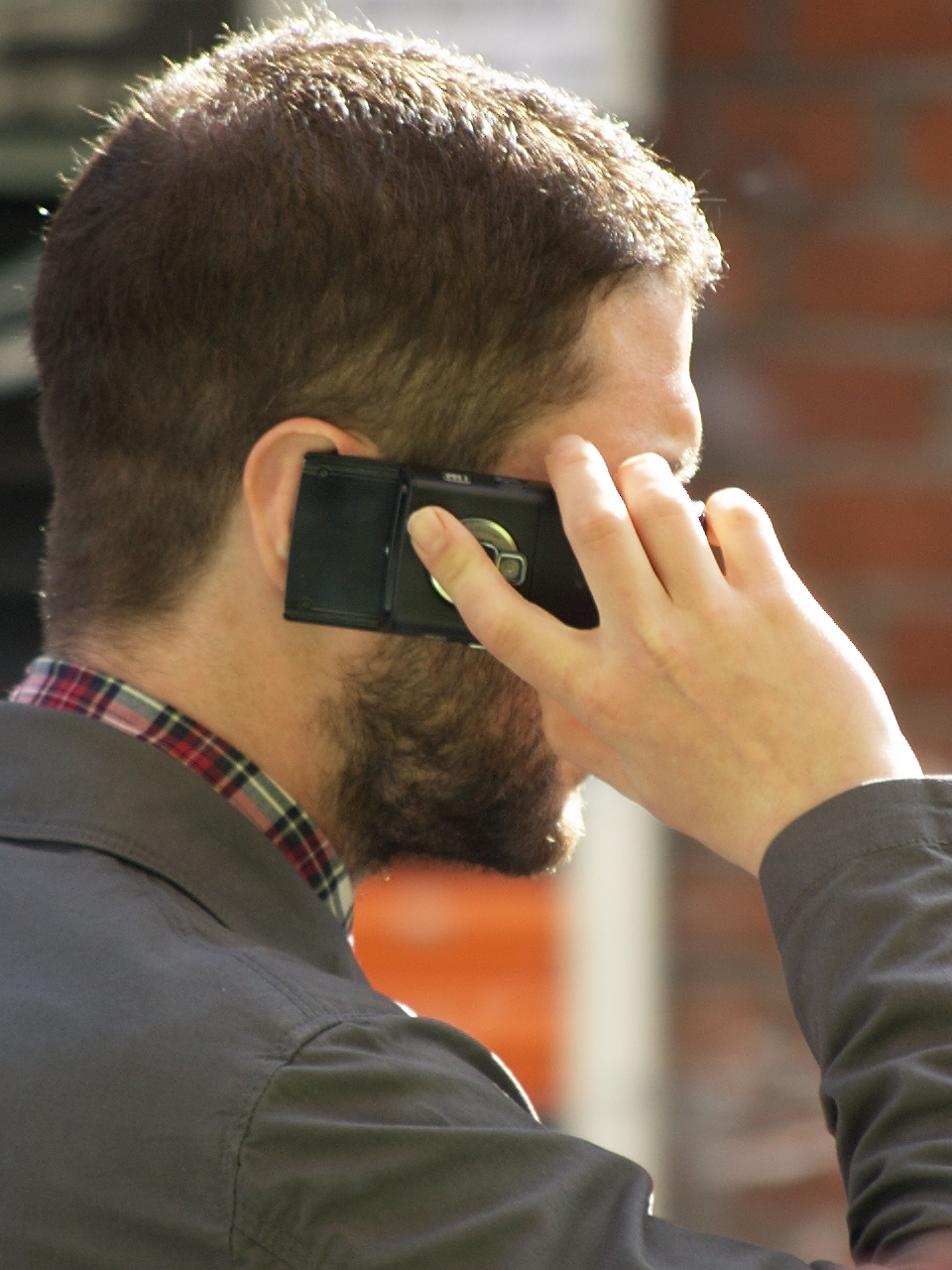
رجل بتحدث بالهاتف المحمول

إشعاع الهواتف المحمولة وتأثيرها على الصحة من أهم ما تتناوله الدراسات الحديثة، وذلك نتيجة للزيادة الهائلة في استخدام الهواتف المحمولة (اعتبارا من نوفمبر 2011ٍ)، كان هناك أكثر من 5 مليارات الاشتراكات في جميع أنحاء العالم.
تستخدم الهواتف المحمولة الإشعاعات الكهرومغناطيسية في نطاق الموجات الصغرية أو الميكرويف، كما تقوم الأنظمة اللاسلكية الرقمية الأخرى، مثل شبكات البيانات والاتصالات بإنتاج أشعة مماثلة.
وقد قامت الوكالة العالمية لبحوث السرطان بتصنيف إشعاعات الهواتف المحمولة اعتمادا على مقياس IARC إلى الفئة 2ب (قد تسبب السرطان).مما يعني أنها قد تحوي خطرا من التسبب بالسرطان.
وبناء على ذلك كان لا بد من إجراء بحوث ودراسات إضافية على المدى الطويل لمعرفة تأثير كثرة الاستخدام للهواتف النقالة، أكدت منظمة الصحة العالمية أنه حتى الآن، لم تنشأ آثار صحية ضارة ناتجة عن استخدام الهاتف المحمول، ولكن بعض السلطات الوطنية الاستشارية أوصت باتخاذ تدابير للحد من تعرض مواطنيها لها كنهج وقائي.

## الآثار
يتم إجراء الكثير من الدراسات العلمية لمعرفة الأعراض الصحية المحتملة للهاتف المحمول. حيث تقوم بعض اللجان العلمية بمراجعة هذه الدراسات أحيانا لتقييم المخاطر الشاملة. جاء في التقييم لعام 2007 الصادر عن اللجنة العلمية للمفوضية الأوروبية للأمراض المستجدة والمخاطر الصحية التي تم تشخيصها حديثا، والمبني على ثلاثة أنواع من الأدلة: الدراسات على الحيوانات، في المختبر والوبائية، إشارة إلى أن التعرض لمجالات التردد الرايديوي من غير المرجح أن يؤدي إلى زيادة التعرض للسرطان عند البشر.

### امتصاص الأشعة
يتم امتصاص جزء من الأمواج الإشعاعية المنبعثة من سماعة الهاتف المحمول من قبل الجسم، من الممكن أن تصل قمة الطاقة للأمواج الإشعاعية المنبعثة من سماعة الهاتف ذي النظام العالمي (النظام العالمي للاتصالات المتنقلة) إلى 2 واط، ويمتلك الهاتف النظير في الولايات المتحدة الأمريكية طاقة نقل قصوى تصل إلى 3.6 واط، تستخدم تقنيات المحمول الرقمية الأخرى، مثل تقنية الاتصال المرمز متعدد نقاط الوصول (CDMA2000) وخدمة الهاتف المحمول الرقمية المتقدمة (D-AMPS) طاقة منتجة أخفض، قياسيا أقل من واط. تم ضبط الطاقة العظمى المنتجة من الهاتف المحمول بواسطة مقياس الهاتف المحمول والوكالات المنظمة في كل بلد. في معظم الأنظمة، يفحص الهاتف ومحطات توليد الإشارة كفاءة الاستقبال وقوة الإشارة ويتم زيادة أو إنقاص مستوى الطاقة تلقائيا، ضمن مدى معين، ليتلاءم مع المواقف المختلفة، مثلا داخل وخارج الأبنية والمركبات.
يتم قياس معدل الامتصاص، مهما كانت الطاقة الممتصة من قبل الجسم البشري، بواسطة معدل الامتصاص النوعي (SAR) وتم وضع مستوياته العظمى من السماعات الحديثة بواسطة الوكالات الحكومية المنظمة في العديد من البلدان. في الولايات المتحدة الأمريكية، وضعت وكالة الاتصالات الاتحادية (FCC) حدا لمعدل الامتصاص النوعي (SAR) يقدر ب 1.6 واط لكل كيلوغرام، تم حسابه باستخدام كمية قدرها 1 غرام من النسيج، من أجل الرأس. في أوروبا، الحد هو 2 واط لكل كيلوغرام، تم حسابه باستخدام كمية قدرها 10 غرام من النسيج. تتعلق قيم معدل الامتصاص النوعي بشكل كبير بحجم الكمية الوسطية. لا يمكن إجراء مقارنات بين القياسات المختلفة بلا وجود معلومات عن الكمية الوسطية المستخدمة. إذا يجب مقارنة المعدلات الناتجة عن العشر غرامات الأوروبية فيما بينهم، ومقارنة المعدلات الناتجة عن الغرام الأمريكي فيما بينهم فقط. من الممكن إيجاد بيانات معدل الامتصاص النوعي الخاصة بهواتف محمولة معينة، مع معلومات أخرى مفيدة، مباشرة في مواقع المصنعين على الإنترنت، وكذلك في موقع (Third party). من القيم ملاحظة أن الإشعاع الحراري لا يشبه الإشعاع الأيوني فهو فقط يزيد حرارة المادة الطبيعية، دون أن يكسر الروابط الجزيئية أو يطلق الإلكترونات من ذراتها.

### التأثير الحراري
تعتبر (التدفئة العزلية) أكثر آثار الإشعاع الميكروي أهمية، والتي يتم فيها تسخين أي مادة عازلة (مثل الأنسجة الحية) بواسطة تناوب الجزيئات القطبية الناجمة عن المجال الكهرومغناطيسي. في حالة وجود شخص يستخدم الهاتف الخليوي فإن معظم التأثير الحراري سوف يحدث على سطح الرأس مما يسبب ارتفاع درجة حرارته بمقدار جزء من الدرجة. وهذا الارتفاع في الحرارة يمكن وضعه مباشرة في الرتبة التي تسبق ارتفاع الحرارة الناتج عن التعرض لأشعة الشمس.
تملك الدورة الدموية في الدماغ قدرة على التخلص من الحرارة الزائدة عن طريق زيادة تدفق الدم المحلي. في حين لا تملك قرنية العين نفس الآلية في تنظيم درجة الحرارة، وبالتالي فإن التعرض لمدة 2-3 ساعات سوف يؤدي إلى اعتام عدسة العين في عيون الأرانب عند قيم معدل الامتصاص النوعي (100-140واط/كج) والذي أدى إلى درجات حرارة في العدسة تصل إلى 41 درجة مئوية. في حين لم يحدث اعتام للعدسة في عيون القرود عن التعرض لظروف مماثلة، وبشكل عام فإنه لم يتم ربط اعتام العدسة في مراحله الأولى باستخدام الهواتف المحمولة، وربما يكون ذلك بسبب انخفاض الطاقة الخارجة منها.

### التأثير غير الحراري
تقوم بروتوكولات الاتصالات المستخدمة في الهواتف المحمولة بإنتاج إشارات ناقلة ذات ترددات منخفضة، وفي حال كانت هذه التحويرات ذات أهمية بيولوجية فهو أمر خاضع للنقاش.
وقد جادل بعض الباحثين فيما يسمى بالآثار غير الحرارية، ومالوا إلى اعتبارها استجابة طبيعية للخلية ناتجة عن زيادة درجة الحرارة. فيما بين العالم الألماني في الفيزياء الحيوية (رولاند جلاسر) أنه يوجد العديد من الجزيئات مستقبلات الحرارة في الخلايا والتي تقوم بتفعيل سلسلة من أنظمة الرسول الثاني والثالث، وآليات التعبير الجيني وإنتاج بروتينات الصدمة الحرارية من أجل حماية الخلية من الإجهاد الناتج عن زيادة الحرارة.
هذه الزيادات في درجة الحرارة والتي تسبب هذه التغيرات تعتبر صغيرة جدا ليتم الكشف عنها بواسطة الدراسات العاكسة، والتي تستند على الاستقرار الظاهر للاتزان الحراري في الخلايا.
يعتقد باحثون آخرون أن بروتينات الإجهاد ليس لها علاقة بالتأثيرات الحرارية، حيث إنها تحدث لكلا الترددات المنخفضة جدا وترددات الراديو، والتي تحدث كل منها على مستويات طاقة مختلفة للغاية.
وفي دراسة أولية أخرى تم نشرها عام 2011 بواسطة مجلة الرابطة الطبية الأمريكية، والتي أجريت باستخدام حقن (فلوروديوكسي جلوكوز) والتصوير المقطعي بانبعاث البوزيترون أن التعرض لموجات الترددات الراديوية في أجزاء من الدماغ الأقرب إلى هوائي الهاتف الخليوي أدى إلى زيادة مستويات أيض الجلوكوز فيها. ولكن الأهمية السريرية لهذا الاكتشاف ليست معروفة بعد.

#### التأثير على الحاجز الدماغي-الدموي
في دراسة قام بها باحثون سويديون من جامعة لوند (سالفورد، برون، بيرسون، إيبرهارت، ميلمغرين) على آثار أشعة الميكرويف على دماغ الفأر، تم إيجاد تسرب للألبومين في داخل الدماغ عن طريق تخلل الحاجز الدموي الدماغي.
وهذا يؤكد العمل السابق على الحاجز الدموي الدماغي عن طريق ألان فراي، أوسكار وهوكينز، ألبرت وكيرنز.
في حين أن هذه الاكتشافات لم تؤكد من قبل مجموعات أخرى الذين قاموا بدراسات في المختبر  أو من خلال الدراسة على الحيوانات. وقد قام فراي بادعاء أن الباحث الذي قام بمحاولات لتكرار تجربته ولم يحصل على نتائج مماثلة لنتائجه، قد قام بتفسير الملاحظات بشكل غير صحيح، مما أوصله إلى نتائج غير صحيحة، وأنه على العكس فإن أبحاثه قد أكدت ما وصل إليه فراي.

#### السرطان
في عام 2006، نشرت مجموعة دنماركية دراسة حول العلاقة بين استخدام الهواتف المحمولة والإصابة بالسرطان، والتي تم فيها متابعة أكثر من 420,000 مواطن دنماركي لمدة 20 سنة، ولم تظهر فيها أي زيادة في نسبة الإصابة بالسرطان. ويعتبر المكتب الاتحادي الألماني للحماية من الإشعاع نتائج هذه الدراسة بأنها غير حاسمة.
وقد تم نشر هذه الدراسات فيما يتعلق بالتعرض للإشعاعات لفترة طويلة:
- مشروع 13nation interphone:

أكبر دراسة من نوعها، والتي أثبتت عدم وجود صلة متينة بين الهاتف المحمول وأورام الدماغ.
فيما نشرت المجلة الدولية لعلم الأوبئة تحليلا من البيانات المجمعة من دراسة الحالات والشواهد متعددة الجنسيات أن الأورام الدبقية والسحائية هما أكثر الأنواع شيوعا في أورام المخ، ووضع المؤلفون الاستنتاج التالي:(بشكل عام، لم يتم ملاحظة أي زيادة في خطر التعرض للأورام الدبقية والسحائية مع استخدام الهواتف المحمولة، مع أنه كانت هناك اقتراحات على زيادة خطر الإصابة بالورم الدبقي في أقصى حالات التعرض، لكن التحيز والخطأ يمنع التفسير السببي، وأن الآثار المحتملة لاستخدام الهواتف الكثيف على المدى الطويل يتطلب مزيدا من الدراسة).
وجاء في البيان الصحفي المرافق لإصدار الصحيفة، قال كريستوفر وايلد مدير الوكالة الدولية لبحوث السرطان:(لم يتم تأكيد وجود خطورة من الإصابة بسرطان الدماغ من دراسة انترفون، ومع ذلك فإن الملاحظات التي أخذت عند أعلى مستوى من الوقت التراكمي للمكالمات، وتغيير أنماط استخدام الهاتف المحمول منذ فترة دراستها من قبل انترفون وخاصة لدى الشباب، يستحق المزيد من التحقيقات والبحث حول موضوع علاقة الهاتف بالإصابة بسرطان الدماغ).
وقد قامت مجموعة من السلطات الحكومية والمؤسسات الصحية المستقلة بالتعليق على هذه الدراسة الهامة من ضمنهم المركز الأسترالي لبحوث التأثيرات البيولوجية للترددات الرايوية والتي قالت في بيان لها:(حتى الآن كانت هناك مخاوف من أن الهواتف النقالة تسبب زيادة في خطر الإصابة بأورام المخ، دراسة انترفون كانت قادرة بما فيه الكفاية للتصدي لهذه المخاوف. وهي لم تقدم أي دليل علمي مقنع يدل على وجود رابطة متينة بين استخدام الهواتف وتطور الأورام الدبقية والسحائية. مع أن الدراسة توضح بعض الأدلة الضعيفة على وجود رابطة وفقا لأعلى عشر وقت المكالمة التراكمي (ولكن فقد في أولئك الذين بدأ استخدام الهواتف المحمولة لديهم مؤخرا)، وخلص الباحصون أن التحيزات والأخطاء تحد من قوة أي استنتاجات من هذه المجموعة، ويبدو واضحا الآن أنه إذا كان هناك أي تأثير للهواتف المحمولة على زيادة مخاطر أورام الدماغ في البالغين فهو من المرجح أنها صغيرة جدا ليتم كشفها حتى من قبل دراسة كبيرة متعددة الجنسيات مثل دراسة انترفون.
وفي بيان من المركز الأسترالي للحماية من الإشعاع ووكالة السلامة النووية:(بناء على الفهم الحالي للعلاقة بين سرطان الدماغ واستخدام الهواتف المحمولة، بما في ذلك البيانات التي نشرت مؤخرا من دراسة انترفون، فإن الوكالة تخلص إلى أن البيانات المتوفرة حاليا لا تبرر أي توصية عامة للحد من استخدام الهواتف المحمولة عند البالغين. وتواصل لإبلاغ المعنيين حول التأثيرات الصحية المحتملة التي قد تحد من تعرضها من خلال تقليل وقت المكالمات، وبجعل المكالمات حيث الاستقبال جيد، أو باستخدام أجهزة حرة اليدين أو خيارات مكبر الصوت، أو عن طريق الرسائل النصية، ونظرا لعدم وجود أي بيانات متعلقة بالأطفال واستخدامهم الطويل للهواتف المحمولة، توصي الآباء بتشجيع أبنائهم على الحد من استخدامها والتعرض لها بنفس ما سبق من التوصيات.
وقد عبر مجلس السرطان الأسترالي في بيان عن ترحيبه بنتائج أكبردراسة دولية حتى الآن في استخدام الهاتف المحمول، والتي لم تعثر على أي أدلة تثبت أن الاستخدام العادي للهواتف المحمولة لفترة تصل إلى 12 سنة يمكن أن يسبب سرطان الدماغ.
وبين الرئيس التنفيذي البروفيسور (إيان أولفر) أن نتائج دراسة انترفون التي أجريت في 13 دولة بما في ذلك أستراليا، تتفق مع النتائج التي تم الحصول عليها من بحوث أخرى والتي فشلت أيضا في إيجاد صلة بين الهواتف المحمولة والسرطان. كما أن هذه النتائج تدعم الأبحاث السابقة التي تظهر أن الهواتف المحمولة لا تضر بخلايا الحمض النووي، أي أنها لا يمكن أن تسبب الطفرات الوراثية التي تتطور إلى سرطان. ومع ذلك، فقد قيل أن الحقول الكهرومغناطيسية المرتبطة بالهواتف المحمولة يمكن أن تلعب دورا في تسريع تطور السرطان في حال وجوده مسبقا. علما بأن دراسة انترفون لم تجد أي دليلا يدعم ذلك.
- وفي دراسة دنماركية عام 2004 والتي طبقت على مدى عشرة أعوام، لم يتم إيجاد أي صلة. إلا إن هذه الدراسة قد تعرضت للكثير من الانتقادات كونها اعتمدت في جمع البيانات على الاشتراكات وليس المستخدمين أنفسهم، ومن المعروف أن بعض المشتركين لا يستخدمون الهواتف بأنفسهم وإنما يقومون بتوفيرها لأفراد العائلة. وهذا ما تم ملاحظته عند إجراء استبيان على عينة صغيرة من المشتركين، جيث وجد أن 61% فقط منهم يستخدمون الهواتف بأنفسهم.[25][26]
- تبع ذلك دراسة سويدية عام 2005 والتي خلصت إلى إن النتائج والبيانات لا تدعم نظرية وجود علاقة بين استخدام الهواتف المحمولة وزيادة خطر الإصابة بالأورام الدبقية والسحائية.[27]
- وفي نفس العام أشارت دراسة بريطانية إلى أنه لا يوجد خطر كبير من التعرض للإصابة بأورام في العصب السمعي بعد العقد الأول من استخدام الهاتف المحمول، إلا أنه لا يمكن استبعاد ذلك الاحتمال عند الاستعمال طويل المدى.[28]
- وفي العام اللاحق كشفت دراسة ألمانية أنه لم يلاحظ زيادة في خطر الإصابة بالأورام الدبقية والسحائية بين مستخدمي الهواتف الخلوية، إلا أنه يجب تحقيق المزيد من الدراسات ليتم تأكيد النتائج.[29]
- وكذلك قامت دراسة مشتركة في شمال أوروبا بالتأكيد على وجوب القيام بالمزيد من التحقيقات قبل وضع نتائج قاطعة.[30]

دراسات أخرى على علاقة السرطان بالهوتف المحمولة:
- أجرى فريق علمي سويدي في معهد كاروليسنكا دراسة وبائية عام 2004، بين فيها أن الاستخدام المنتظم للهاتف المحمول لمدة 10 سنوات أو أكثر له ارتباط بزياة خطر الإصابة بأورام في العصب السمعي، وهو نوع من الأورام الحميدة التي تصيب المخ. ومن الجدير بالذكر أن هذه العلاقة لم يتم ملاحظتها عند مستخدمي الهواتف لمدة تقل عن 10 سنوات.[31]
- نشرت مجموعة الدراسة انترفون من اليابان نتائج الدراسة المتعلقة بأورام المخ والهواتف المحمولة. وقد استخدموا نهجا جديدا عن طريق تحديد معدل الامتصاص النوعي في الورم من خلال حساب تردد امتصاص مجال الراديو في موقع الورم بالضبط.تضمنت الحالات أوراما دبقية، وسحائية والأورام الحميدة في الغدة النخامية، وذكرت أن نسبة الأرجحية الشاملة لم تزداد عند التعرض، كما تم تحديدها بقيم الامتصاص النوعي.[32]

في عام 2007، استعرض لينارت هارديل من جامعة أوريبرو في السويد بعض البحوث الوبائية (2 دراسات على الجماعات، و16 دراسة تتضمن مراقبة الحالات) ووجد أن: يوجد لدى مستخدمي الهواتف المحمولة زيادة في خطر الإصابة بالأورام الدبقية الخبيثة، والأورام في العصب الصوتي، وتكون احتمالية حدوث الأورام في الجانب المتعرض لاستخدام الهاتف الخليوي أكبر، وأن استخدام الهاتف المحمولة لمدة ساعة يوميا يزيد من خطر الإصابة بالأورام بعد عشر سنوات أو أكثر.
في تحديث على حالة دراسة انترفون في فبراير 2008 ذكرت الوكالة الدولية لبحوث السرطان أن النتائج على المدى الطويل يمكن أن تكون إما سببية أو مصطنعة، والتي تعتمد على الفروقات بين الحالات والضوابط.
ويكي للأخبار: تقارير وسائل الإعلام تبالغ في خطر الإصابة بالسرطان نتيجة استخدام الهواتف المحمولة، حيث نشر جراح الأعصاب الأسترالي فيني خورانا، ما أسماه بـ (مجموعة متزايدة من الأدلة على الصلة بين استخدام الهواتف المحمولة وبعض أورام الدماغ)، وجاء فيه أن هذا الخطر له تداعيات أوسع بكثير على الصحة العامة من الأسبستوس والتدخين. وقد تم انتقاد هذه الاستنتاج بأنه تحليل غير متوازن للمادة المتوافرة، كما أنه انتقائي يدعم ادعاءات صاحب البلاغ.
منشور بعنوان (الأثار الصحية العامة للتقنيات اللاسلكية) يستشهد بأن لينارت هاردل وجد أن العمر هو عامل مهم، كرر التقرير استنتاج أن الهواتف المحمولة قبل سن 20 تزيد من خطر الإصابة بأورام الدماغ بنسبة 5.2، مقارنة مع 1.4 لباقي الأعمار. وفي مراجعة من قبل هاردل وأخرون خلصت أن الهواتف النقالة الحالية ليست آمنة للتعرض طويل الأمد.
في دراسة لاتجاهات الوقت في أوروبا، والتي أجريت من قبل معهد وباء السرطان في كوبنهاغن، وجد أنه لا يوجد زيادة كبيرة في أورام المخ بين مستخدمي الهاتف الخليوي بين 1998 و2003، وبالتالي فإن عدم تغيير الاتجاه في هذه الفترة يشير إلى أن الفترة اللازمة لإحداث أورام في الدماغ تتجاوز 5-10 سنوات، أو أن زيادة الخطر في هذه الفئة من السكان صغيرة جدا بحيث لا يمكن ملاحظتها، أو أن الخطر المتزايد يقتصر على مجموعات فرعية من أورام المخ أو مستخدمي الهواتف النقالة، أو أنه ليس هناك خطر متزايد.
في 31 مايو 2011 صنفت الوكالة الدولية لبحوث السرطان المجالات الكهرومغناطيسية للموجات اللاسلكية، بأنها من ضمن المجموعة 2 ب (قد تسبب السرطان).وقد حصلت على هذه النتيجة من خلال تقدير وتقييم الدراسات المتاحة والمتعلقة بالسرطنة والمجالات الكهرومغناطيسية، والعثور على أدلة تؤكد ذلك، والمبنية على أساس الاعتقادات الإيجابية بوجود علاقة بين التعرض والأورام الدبقية وفي العصب السمعي.
وقد بنت الوكالة نتائجها على دراسة انترفون، والتي كشفت عن زيادة خطر الإصابة بالورم الدبقي في أعلى فئة من الاستخدام الكثيف (30 دقيقة يوميا على مدى فترة 10 أعوام)، رغم أنه لم يتم ملاحظة أي زيادة في حالات الاستعمال لفترات اقل من ذلك، ولم تستطع أي دراسات أخرى دعم هذه النتائج.
وقد اعترض بعض أعضاء الفريق العامل على الاستنتاجات والأدلة على البشر بأنها غير كافية، وذلك نقلا عن التناقضات بين الدراسات المقررة.
ووجد الباحثون في المعهد الوطني للسرطان أن استخدام الهواتف المحمولة زاد بشكل كبير خلال الفترة 1992-2008 (من الصفر تقريبا إلى ما يقارب 100% من السكان)، بينما لم تعكس هذه الزيادة أثرا على معدلات الإصابة بالأورام الدبقية.

#### التاثير على الإدراك
في دراسة عام 2009 تم التحقيق في الآثار الناتجة عن التعرض لإشعاعات الترددات الرايوية المنبعثة من الهواتف المحمولة على الوظائف المعرفية للبشر. وأكدت الدراسة أنه كلما طالت أوقات الاستجابة إلى مهمة الذاكرة العاملة عند تعرضها لإشعاعات الترددات الرايوية قد يزيد من التأثيرات على الأداء.وقد لوحظ أن المواضع اليسرى في الرأس على متوسط أوقات الاستجابة أطول بكثير مقارنة بالتعرض إلى الجانب الأيمن.

#### فرط التحسس للإشعاع الكهرومغناطيسي
أفاد بعض مستخدمي الهواتف النقالة ملاحظتهم لبعض الأعراض غير المحددة أثناء الاستعمال وبعده، كالأحاسيس بالحرق أو الوخز في جلد الرأس والأطراف، وكذلك إحساسهم بالتعب، واضطرابات النوم، والدوخة، وضعف في الانتباه الذهني، وعدد مرات رد الفعل واسترجاع الذكريات، والصداع والشعور بالضيق، وعدم انتظام دقات القلب (خفقان القلب)، وأيضا اضطرابات الجهاز الهضمي. وقد نبهت التقارير على أن هذه الأعراض يمكن أن تعزى لها للتوتر، وأن البحوث الحالية لا تستطيع أن تفصل بين الأعراض وآثار nocebo.

#### التأثير السام للجينات
خلصت التحليلات عام 2008 لما يزيد عن 63 تجربة مخبرية ودراسات مجراة من السنوات 1900-2005 أن إشعاعات الترددات الرايوية ذات سمية جينية في بعض الحالات فقط.
في حين أظهرت الدراسة الوصفية عام 2009 على 101 منشور عن السمية الوراثية من المجالات الكهرومغناطيسية لترددات الراديو، أن 49 منها ذكرت أثر السمية الجينية، و42 منها لم يذكر ذلك. ووجد الباحثون أدلة وافرة على أن إشعاعات الترددات الرايوية يمكنها تغيير المواد الوراثية للخلايا التي تتعرض لها، وذلك من خلال التجارب المجراة في المختبر وبأكثر من طريقة.
في عام 1995في مجلة bioelectromagnetics
ذكر هنري لاي ونيرندا سينغ تلف الحمض النووي بعد ساعتين من التعرض لأشعة الميكروويف عند مستويات تعتبر آمنة وفقا لمعايير حكومة الولايات المتحدة.
في ديسمبر عام 2004، أظهرت دراسة أوروبية تسمى (ريفليكس)(تقييم المخاطر من الأخطار البيئية المحتملة من التعرض للطاقة الكهرومغناطيسية المنخفضة باستخدام أساليب حساسة في المختبر)، والتي تنطوي على التعاون بين 12 مختبرا في مختلف البلدان والتي قدمت أدلة دامغة على حدوث أضرار في الحمض النووي في الخلايا في أماكن الاستنبات لديهم في المختبر، عندما تتعرض العينة إلى 0.3 إلى 2 واط / كجم من الإشعاعات. كما كانت هناك مؤشرات ولكن ليس أدلة دقيقة على حدوث بعض التغيرات في الخلايا، من ذلك الأضرار التي لحقت بالكروموسومات، والتغيرات في نشاط بعض الجينات، وزيادة معدل انقسام الخلايا.
وفي أبحاث نشرت عام 2004 من قبل فريق جامعة أثينا قد بينت حدوث انخفاض في القدرة الإنجابية لدى ذباب الفاكهة عند تعرضه لمدة 6 دقائق من 900 ميغا هيرتز من نبضات الإشعاع لمدة 5 أيام.
وتبع ذلك بعض الأبحاث التي أجريت على ذباب الفاكهة مرة أخرى، قي عام 2007، حيث تم تعريض الذباب لأشعة 900 ميغا هيرتز وأيضا 1800 ميغا هيرتز، وتم الحصول على نتائج مماثلة من حيث ضعف القدرة على الإنجاب مع عدم وجود فرق كبير تابع لاختلاف الترددات.
بعد اختبارات إضافية نشر الكتاب في مقال ثالث أنه ربما تكون التغيرات حاصلة نتيجة تدهور أعداد كبيرة من الدوائر البيض بسبب تفتيت الحمض النووي للخلايا المكونة لها.
وفي عام 2009 أجريت بعض البحوث الأسترالية بإخضاع عينات من مني الإنسان في المختبر لإشعاعات التردد الراديوي 1.8 غيغا هيرتز، ومعدلات استيعاب محددة من 0.4 إلى 27.5 واط / كجم، أظهرت وجود علاقة بين زيادة معدل الامتصاص النوعي وانخفاض القدرة على الحركة والحيوية في الحيوانات المنوية، وكذلك حدوث زيادة في الأكسدة، ووجود علامات ل ديوكسيغوانيزين، وتحفيز قاعدة الحمض النووي على تشكيل مقعد إضافي، بالإضافة إلى زيادة في تفتيت الحمض النووي.

#### التأثيرات على النوم ومخطط كهربية الدماغ
لقد تم تطبيق دراسات على النوم، وتخطيط كهربائية الدماغ، وكذلك تدفق الدم المحلي في الدماغ، فيما يتعلق بتعرضها للترددات الراديوية لما يزيد عن 10 سنوات، وكانت معظم نتائج هذه الدراسات تشير إلى وجود شكل من أشكال التأثير. وقد قامت دراسة فنلندية بالتحقيق في آثار الترددات على النوم إلا إنها فشلت في إيجاد أي أثر واضح عند التعرض لنبضات الموجات الترددية، في حين تمكنت كثير من الدراسات الأخرى من إيجاد آثار كبيرة على النوم: اثنان من هذه الدراسات وجدت أن التأثير يكون موجودا فقط في فترة التعرض للموجات، بينما كشفت دراسة واحدة أن نوعية النوم وجودته (تقاس بكمية النوم المتقطع للمشاركين) قد تحسنت فعلا.
أما عن باقي هذه الدراسات فقد كانت نتائجها غير حاسمة أو متناسقة.
وفي الوقت الحاضر، أظهرت بعض الدراسات تغيرات مختلفة في كهربائية الدماغ وتدفق الدم فيه، وذلك عند تعرضها لموجات الترددات الراديوية، فقد وجدت بعض الأبحاث الألمانية ابتداء من العام 2006 أن التغيرات في مخطط كهربائية الدماغ تحدث باستمرار، ولكن فقد عند نسبة منخفضة من المشاركين في الدراسة (أي ما يقارب 12-30%).

#### التأثير على السلوك
في دراسة على سلالة من الفئران، وجد أن استخدام الهواتف المحمولة أثناء الحمل قد يسبب مشاكل سلوكية تشبه المشاكل التي يسببها مرض نقص الانتباه واضطراب فرط النشاط.

## المخاطر الصحية لمحطات البث

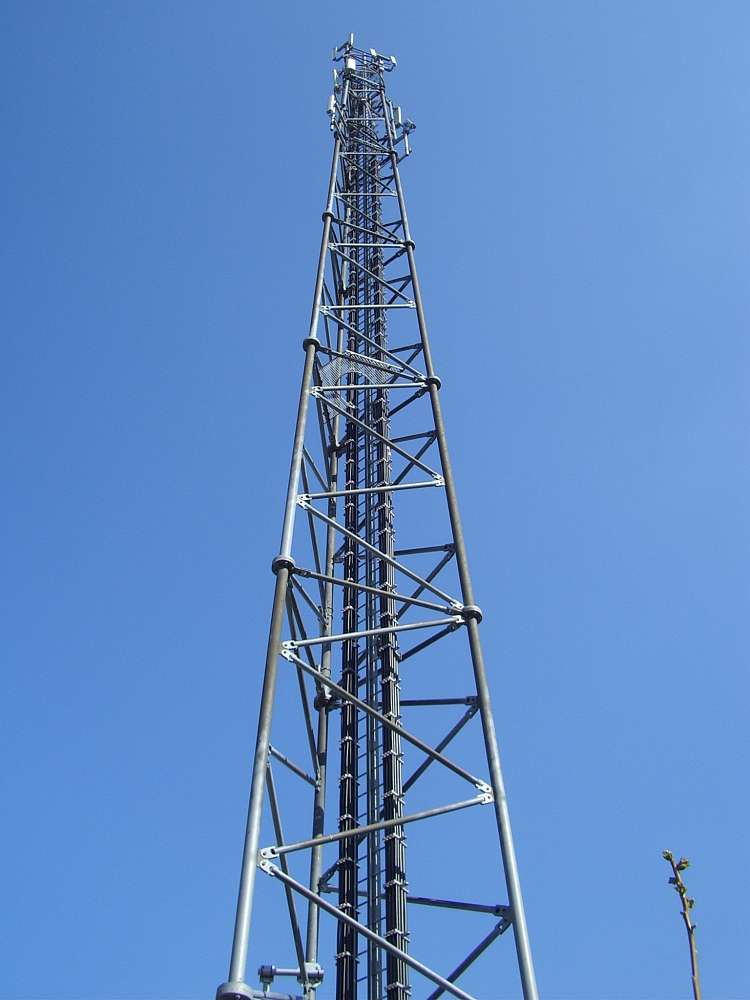
برج من نوع غرينفلد يستخدم في المحطات القاعدية للاتصالات الهاتفية الجوالة

في محطات توليد الإشارة تستخدم أبراج من نوع غرينفيلد كقاعدة للاتصالات بين الهواتف النقالة، وهو ما يفتح مجالا آخر للقلق حول صحة الإنسان، حيث تنبعث بعض الإشعاعات من هذه البنية التحتية المستخدمة في المحطات سواء كانت من الأبراج أو من الهوائيات المرتبطة بها، والتي توفر وصلة من وإلى الهواتف النقالة.
هذا وأن هذه المحطات على النقيض من الهواتف النقالة، تنبعث منها الإشعاعات بشكل مستمر، وبشكل أكبر في الأماكن القريبة. ومن جهة أخرى، فإن شدة المجال تتناقص سريعا كلما زاد البعد عن محطة الإرسال.
من الأنواع الشائعة للهوائيات في الهواتف النقالة هو هوائي القطاع، والمصمم ليغطي 120 درجة أفقيا، وحوالي +- 5 درجات عموديا.
ولأن محطات توليد الإشارة تعمل بأقل من 100 واط، فإن الإشعاع على مستوى سطح الأرض يكون أضعف بكثير من إشعاع الهاتف الخليوي نظرا لعلاقة القوة المناسبة لذلك التصميم للهوائي.
وعلى ذلك، فإنه على المحطات الامتثال للإرشادات التوجيهية للسلامة (انظر معايير الأمان والترخيص أدناه)، إلا أن بعض البلدان (مثل جنوب أفريقيا) ليست لديهم اللوائح الصحية التي تحكم عمل محطات توليد الإشارة.
وقد وجدت العديد من الدراسات الاستقصائية مجموعة متنوعة من الأعراض المبلغ عنها ذاتيا بالنسبة للأشخاص الذين يعيشون بالقرب من محطات الهواتف الخلوية. ومع ذلك هناك تحديات كبيرة تواجه إجراء دراسات على السكان القريبين من المحطات، خصوصا في إجراء التقييمات الفردية، كما أن الدراسات المعتمدة على التقارير الذاتية يمكنها أن تكون عرضة لتأثيرnocebo.
ذكر في بعض المحاكمات التي أجريت في جامعة إسكس وأيضا في سويسرا، أن هوائيات الهاتف المحمول من غير المرجح أن تسبب آثارا على المدى القصير، وذلك في مجموعة من المتطوعين الذين اشتكوا من هذه الأعراض. وقد وجدت دراسة إسيكس أن الأشخاص لم يتمكنوا من معرفة ما إذا كانوا قد تعرضوا للحقول الكهرومغناطيسية أو لا. وخلص الباحث الرئيسي إلى أن بعض الأفراد يعانون من أعراض حقيقية ولكنها سببها في الغالب ما يكون سوء نوعية الحياة. ومن الممهم الآن تحديد عوامل أخرى يمكن أن تسبب هذه الأعراض، وتطبيق الدراسات البحثية المناسبة لذلك، ومن ثم تطوير إستراتيجيات للعلاج.
وفي استشارة لبعض الخبراء من قبل فرنسا، تم الاعتبار إلزاميا بوجوب عدم توجيه المحور الرئيسي للهوائي إلى منطقة سكانية على مسافة أقصر من 100 متر.[76] وفي عام 2003 تم تعديل هذه التوصية إلى القول بأن الهوائيات ينبغي أن تكون في دائرة نصف قطرها 100 متر بعيدا عن المدارس الابتدائية أو مرافق رعاية الأطفال، ولم يتم إدراج هذه التوصية في تقرير الخبراء عام 2005. وقد أوضحت الوكالة الفرنسية البيئية أنه حاليا لو يوجد أي تأثير للمجالات الكهرومغناطيسية على المدى القصير على الصحة، إلا أن السؤال يبقى مفتوحا بالنسبة للتأثيرات على المدى الطويل، ولكن يصبح من السهل الحد من التعرض عن طريق التحسينات والتطور التكنولوجي.

## المخاطر الصحية المهنية
يكون عمال الاتصالات السلكية واللاسلكية الذين يقضون وقتا طويلا على مسافة قصيرة من المعدات الفعالة، لأغراض الاختبار والصيانة والتركيب، إلى آخره، يكونون أكثر عرضة للخطر من عامة السكان. حيث لا يتم تعطيل محطات توليد الإشارة في أوقات الصيانة، وإنما يتم قطع التيار على الهوائيات الموجودة، فلا يكون على العاملين العمل بالقرب من هوائيات حية.
وقد تم القيام بمجموعة متنوعة من الدراسات على مدى ال50 سنة الماضية على العمال المعرضين لمستويات مرتفعة من إشعاعات الترددات الراديوية، بمن فيهم عمال رادار المختبرات، وكذلك العاملين في الرادارات العسكرية، وعمال الكهرباء، ومشغلي أجهزة الرايو الهواة. ولم يتم العثور في أي من هذه الدراسات على زيادة في معدلات خطر الإصابة بالسرطان. ويمكن أن تعزى الكثير من النتائج الإيجابية للدراسة لغير ذلك من ظروف بيئة العمل، وكذلك حصلت الدراسة على نتائج سلبية (انخفاض معدلات الإصابة بالسرطان).

## معايير السلامة والترخيص
من أجل حماية السكان الذين يعيشون بالقرب من محطات توليد الإشارة وكذلك مستخدمي الهواتف النقالة، اعتمدت مجموعة من الحكومات والهيئات التنظيمية معاييرا للأمان والسلامة العامة، والتي يمكن ترجمتها إلى ضبط مستويات التعرض للأشعة تحت قيمة معينة. وهناك العديد من المعايير الوطنية والدولية المقترحة، ولكن الأكثر اعتمادا منها معايير اللجنة الدولية المعنية بالحماية من الإشعاع غير المؤين، فقد تم اعتماده حتى الآن من قبل أكثر من 80 بلدا.
بالنسبة لمحطات الإذاعة تقترح اللجنة الدولية نوعين من مستويات السلامة: الأول مخصص للتعرض المهني، وأخر لعامة السكان. وحاليا هناك جهود جارية للتنسيق بين المعايير الموجودة والمختلفة.
وكذلك وضعت إجراءات للترخيص لقواعد الراديو في معظم المناطق المدنية، سواء على مستوى البلدية/المقاطعة أو على مستوى المقاطعة/الدولة.
مقدمي خدمات الهواتف المحمولة في كثير من المناطق حاليا، مطالبون بالحصول على تراخيص البناء، وتقديم شهادات على مستويات الانبعاث للهوائيات المستخدمة، وأيضا ضمان الامتثال لمعايير اللجنة الدولية أو أي من التشريعات البيئية الأخرى.
كما تتطلب بعض الهئيات الحكومية من شركات الاتصالات المتنافسة محاولة دمج الأبراج الخاصة بهم أو مشاركتها وذلك لخفض الأثر البيئي الناتج عنها. هذه المسألة هي عامل مؤثر في قضية رفض تركيب هوائيات وأبراج جديدة في المجتمعات المحلية.
يتم تعيين معايير السلامة في الولايات المتحدة من قبل لجنة الاتصالات الفيدرالية. وقد استندت اللجنة في اختيار معاييرها في المقام الأول على تلك المعايير التي وضعها معهد مهندسي الكهرباء والإلكترونيات، وتحديدا اللجنة الفرعية 4 من «اللجنة الدولية للسلامة الكهرومغناطيسية». أما في سويسرا فقد تم وضع معايير أقل من الحدود التي وضعتها اللجنة الدولية لبعض المناطق الحساسة (مثل الفصول الدراسية).
في 1 سبتمبر 2012، أقامت الهند حدا للتعرض للترددات الكهرومغناطيسية لجميع أبراج الهواتف الخلوية إلى عشر واحد من مستوى التعرض في قائمة اللجنة الدولية.
وتقوم محطات إنفاذ الاتصالات وخلايا المراقبة بالتدقيق في شهادات الاعتماد الذاتي المقدمة من قبل مشغلي شبكات الهواتف النقالة.

## قضايا قانونية
في الولايات المتحدة، تم رفع عدد قليل من الدعاوى القضائية بسبب الإصابات الشخصية للأفراد ضد مصنعي الهواتف المحمولة، مثل موتورولا وسمينس ونوكيا وان أي سي، على أساس مزاعم بالتسبب بسرطان الدماغ والموت.
في محكمة اتحادية أمريكية، يجب أن يتم تقييم شهادة الخبراء المتعلقة بالعلوم من قبل القاضي في جلسة استماع، قبل أن يصبح مقبولا كدليل. في قضية ضد شركة موتورولا؛ أحد المدعين زعم أن استخدام الهواتف المحمولة اللاسلكية يمكن أن يسبب سرطان الدماغ، وأن استخدامه لهاتف موتورولا قد تسبب في إصابته بهذا المرض. حكم القاضي بأنه لا يوجد دليل علمي موثوق به وذو صلة كافية لدعم العلاقة السببية إما عامة أو خاصة والمعروضة من قبل المدعين، وقبل باستبعاد شهادة المدعين الخبراء، وقام بنفي استبعاد شهادة الخبراء المدعى عليهم.

### المحكمة العليا الفرنسية تحكم ضد شركة تليكوم
في فبراير 2009، صدر أمر لشركة الاتصالات بويج تيليكوم بإنزال هوائي الهاتف المحمول الخاص بها، بشأن تأثير ذلك على الصحة. بعض المقيمين في بلدية شاربونيرز في مقاطعة رون قاموا برفع دعوى قضائية ضد الشركة مدعين تضررهم من الإشعاع المنبعث من هوائي يبلغ طول 19 متر. ولم تحكم محكمة فيرساي للمدعين، حيث أكدت على الاختلاف الشديد بين مختلف البلدان في تقييم الحدود الآمنة لمثل هذا الإشعاع، وكذلك ذكرت أنها تضع في اعتبارها أنه على الرغم من واقع الخطر إلا أنه يظل افتراضيا، كما ويصبح واضحا من قراءة المساهمات والمنشورات العلمية المتخذة في مختلف البلدان، أن حالة عدم اليقين بشأن الضرر الناتج عن الموجات المنبعثة من الهوائيات استمرت، وبالتالي فإنه يمكن اعتبارها جدية ومعقولة.

### المحكمة العليا الإيطالية تؤيد أن العلاقة عرضية مع سرطان الدماغ
في أكتوبر عام 2012 منحت محكمة العدل العليا الإيطالية (ورت سوبريما دي كاسيوني) وهو رجل أعمال إيطالي، منحته معاشا لمرض مهني، حيث وجدت أن استخدامه للهواتف النقالة واللاسلكية لمدة ست ساعات يوميا خلال 12 سنة، قد تسبب بإصابته بالسرطان. وبما أن السرطان يستغرق وقتا طويلة للتطور، فقد تجاهلت المحمة الدراسات قصيرة الأجل. وحتى أنها تجاهلت الدراسات التي تم تمويلها جزئيا من قبل صناع الهواتف النقالة مثل دراسة انترفون (انظر أعلاه).

### مواطنون هنود يقاضون شركة تليكوم
رُفعت دعوى أخرى أيضا ضد أبراج الهواتف المحمولة في عام 2012 في المناطق السكنية والمدارس والمستشفيات. وفي مارس 2013، استنادا إلى إخطار منظمة الصحة العالمية بتاريخ 21 مايو 2011 حيث تم تصنيف الإشعاعات المنبعثة من الأبراج بأنها قد تكون مسرطنة، بالإضافة إلى الأبحاث التي أجراها العلماء من كاراجبور - الهند، وبدعوى تم رفعها من قبل محامي فيكاس نجوان عن وفاة مشتبه به في وقت سابق، أمر هيمانت شارما بإزالة أبراج المحمول من المناطق السكنية.

## الاحتياطات

### مبدأ أخذ الاحتياط
في عام 2000، أوصت منظمة الصحة العالمية أن المبدأ الوقائي يمكن اعتماده طوعا في هذه الحالة، وهو يتبع توصيات الجماعة الأوروبية للمخاطر البيئية. ووفقا للمنظمة فإن المبدأ الوقائي هو عبارة عن سياسة إدارة المخاطر المطبقة في الظروف مع وجود درجة عالية من عدم اليقين العلمي، مما يعكس الحاجة إلى اتخاذ إجراءات لمخاطر قد تكون جدية دون انتظار نتائج البحوث العلمية. وعلى الأقل يمكن اعتماد نهج أقل تشددا بمحاولة تجنب هذه الأخطار والبعد عنها بحد معقول.وعلى الرغم من أن كل هذه المبادئ من الصعب تطبيقها، نظرا للانتشار الواسع النطاق والأهمية الاقتصادية لأنظمة الاتصالات اللاسلكية في الحضارة الحديثة، إلا أن هناك زيادة في العمل بهذه التدابير بين عامة الجمهور، مما يعني أن مثل هذه الطرق بإمكانها المساعدة في نشر الوعي، والتي تنطوي على بعض التوصيات مقل التقليل من استخدام الهواتف المحمولة، والحد من استخدامها من قبل السكان الأكثر عرضة للخطر (مثل الأطفال)، واعتماد الهواتف المحمولة التي تحمل أقل مستوى من الإشعاعات، والتوسع في استخدام التكنولوجيا التي تحرر اليدين مثل السماعات (سماعة البلوتوث)، وكذلك اعتماد المعايير القصوى للتعرض وشدة المجال الكهرومغناطيسي وبعد محطات الهوائيات عن المساكن البشرية، وهكذا دواليك.

### الإجراءات الاحتياطية والجهات الصحية
في مايو 2011، أعلنت منظمة الصحة العالمية الدولية لبحوث السرطان أنها صنفت المجالات الكهرومغناطيسية من الهواتف المحمولة وغيرها من المصادر بأنها (قد تسبب السرطان للبشر) وقد رافق ذلك توصيات للعامة بالحد من التعرض، ومحاولة اعتماد الرسائل النصية أو استخدام الأجهزة حرة اليدين.
فيما قامت بعض السلطات الوطنية الاستشارية للإشعاع، بما في ذلك النمسا، وفرنسا وألمانيا والسويد، بنشر بعض التوصيات للحد من التعرض أيضا، من ذلك؛ استخدام الأجهزة حرة اليدين لتقليل الإشعاع في الرأس، وإبقاء الهاتف المحمول بعيدا عن الجسم، وعدم استخدام الهاتف في السيارة من دون هوائي خارجي.
بينما لم تستحسن رابطة المستهلكين البريطانية استخدام الأجهزة حرة اليدين، وذلك في بيان لها في نوفمبر 2000، بل واعتبرت أنها تزيد نسبة التعرض للخطر. ومع ذلك، في قياسات لإدارة المملكة المتحدة للتجارة والصناعة والوكالة الفرنسية للبيئة، أظهر استخدام هذه الأجهزة انخفاضا كبيرة في التعرض، وفي عام 2005 كشف البروفيسور لوري تشاليس بأن استخدام مثل هذه الأجهزة يوقف موجات الرايو من الانتقال من الأسلاك إلى الرأس، وبشكل عام فقد أوصت مجموعة من الدول بالاستخدام المعتدل للهواتف المحمولة وخصوصا عند الأطفال.